# 武仁範
武仁範（?—?），唐朝并州文水（今山西省文水县）人。他是武则天伯父武士逸的儿子，武志元的弟弟。

## 生平
武仁範原为唐朝的雲陽（今陕西省泾阳县北云阳镇）县令。690年九月十二，武则天迫使儿子唐睿宗退位，自称圣神皇帝，建立武周，武仁範被封为河間郡王。同时，武承嗣為魏王，武三思為梁王，武攸寧為建昌王、武攸歸九江王、武攸望會稽王，武懿宗河內王、武嗣宗臨川王、武載德颍川王，武攸止恒安王，武攸暨千乘王，武攸宜建安王、武攸緒安平王、武重規高平王，武延基南陽王、武延秀淮陽王，武崇訓高陽王、武崇烈新安王，武延暉嗣陳王、武延祚咸安王。武仁範在神龙革命之前就已经死去，其子益王府長史武尚賓嗣位河間王。

## 子
- 武尚賓，益王府長史，河間王
- 武重規，高平王
- 武載德，颍川王